# Val Colla

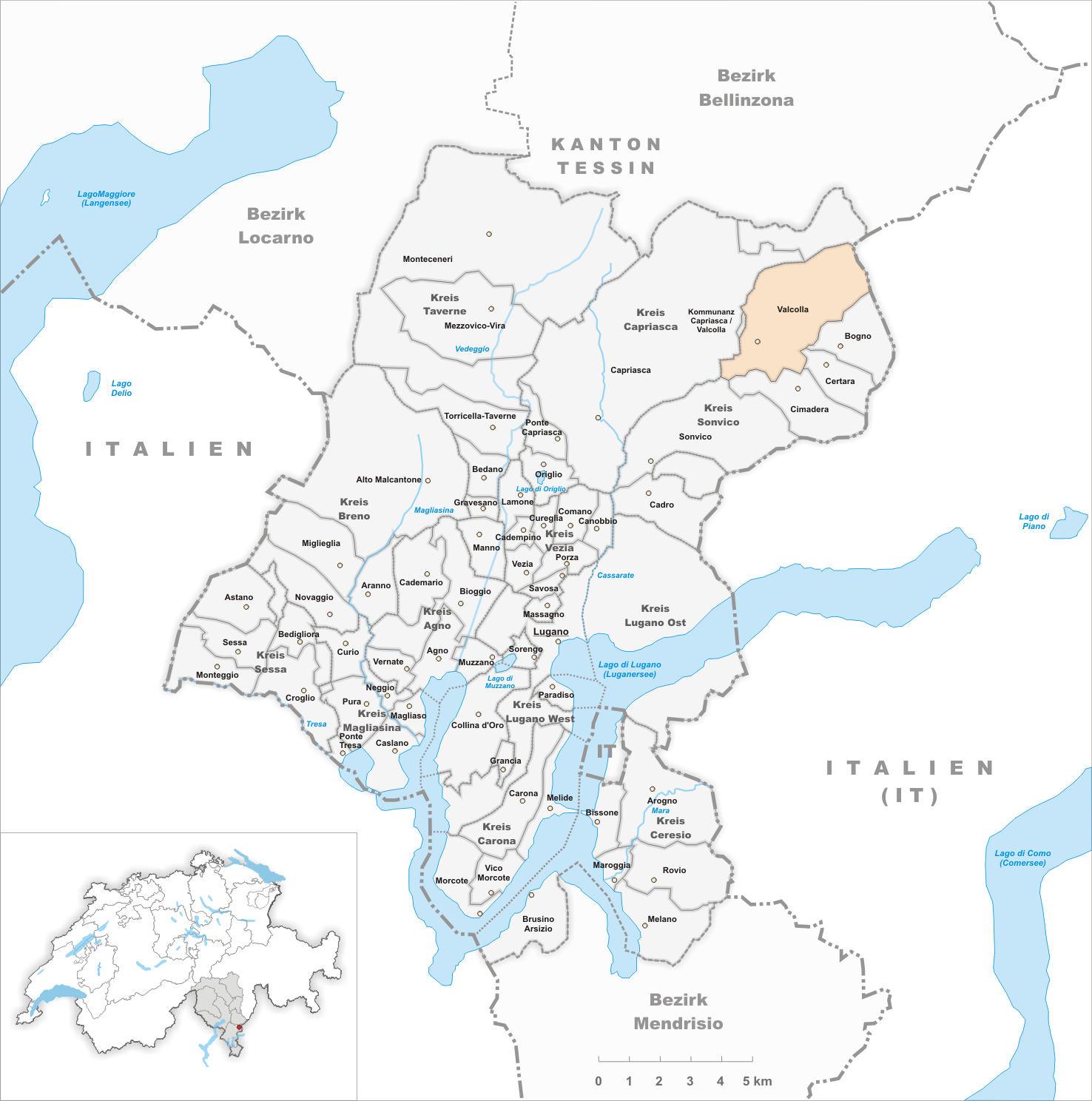
Gemeindestand vor der Fusion am 13. April 2013

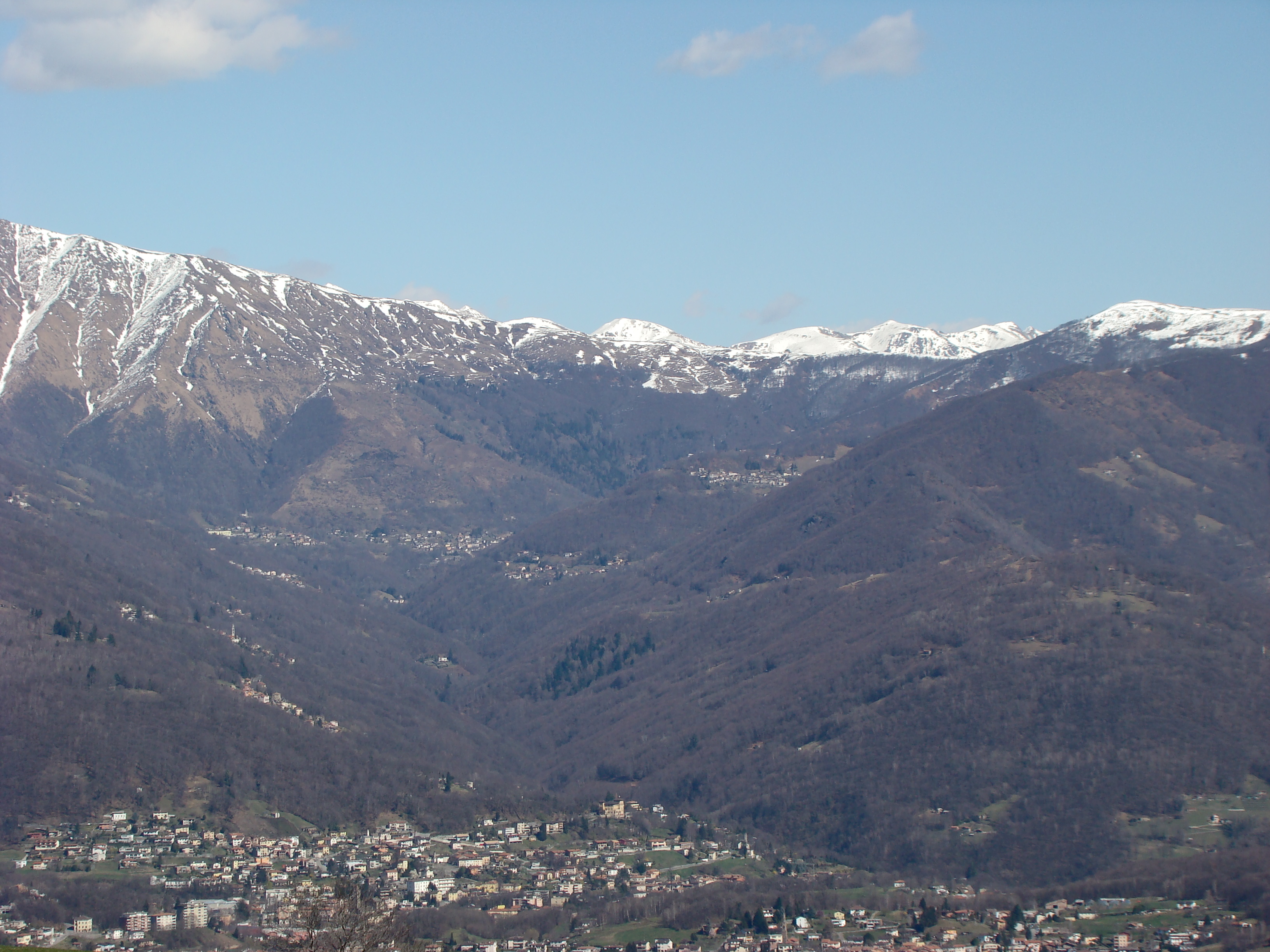
Val Colla

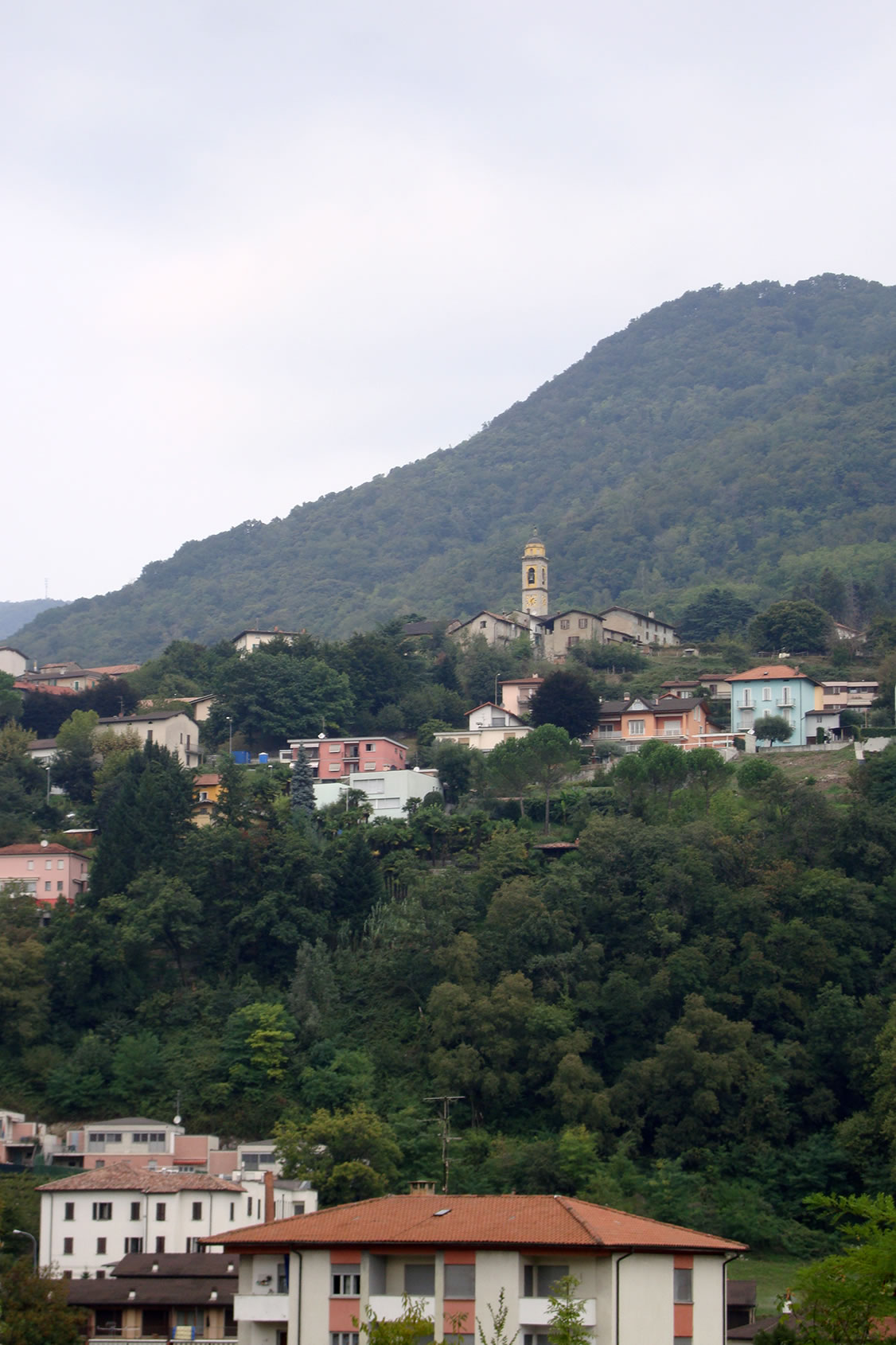
Colla Dorf

Val Colla ist ein Quartier der Stadt Lugano, Kanton Tessin, Schweiz. Es besteht aus den am 13. April 2013 nach Lugano eingemeindeten, vormals selbständigen Gemeinden Bogno, Certara, Cimadera und Valcolla, die alle im Tal namens Val Colla liegen.

## Geographie
Das heutige Luganeser Quartier liegt am oberen Ende des Val Colla am Südfuss des 2116 m ü. M. hohen Gazzirola. Der San Lucio-Pass (1541 m ü. M.) führt von hier in die italienische Gemeinde Cavargna.
Die frühere politische Gemeinde Valcolla (in einem Wort geschrieben) grenzte an Italien und bestand aus den Ortsteilen Colla TI, Cozzo, Curtina, Insone, Maglio di Colla, Molino, Piandera, Scareglia und Signôra.

## Bürgergemeinde
- Bürgergemeinde Colla[1]

## Bevölkerung
| Bevölkerungsentwicklung | Bevölkerungsentwicklung | Bevölkerungsentwicklung | Bevölkerungsentwicklung |
| ----------------------- | ----------------------- | ----------------------- | ----------------------- |
| Jahr                    | 2015                    | 2020                    | 2023                    |
| Einwohner               | 682                     | 826                     | 828                     |

## Sehenswürdigkeiten
- Im Ortsteil Colla: Pfarrkirche Santi Pietro und Paolo[3] und Oratorium San Lazzaro[3]
- im Ortsteil Insone: Oratorium San Rocco[3]
- im Ortsteil Scareglia: Oratorium Santa Maria della Neve[3]
- im Ortsteil Signôra: Oratorium San Giuseppe[3]
- im Ortsteil Cozzo: Oratorium Madonna del Carmine[3]
- im Ortsteil Curtina: Oratorium San Luigi IX und Wohnhaus mit Fresko[3]
- im Ortsteil Piandera: Oratorium Santa Maria Maddalena[3]
- im Ortsteil Cimadera; Oratorium Sant’Antonio da Padova[3]
- alte Holzbrücke[3]

## Kultur
- Archivio audiovisivo di Capriasca e Val Colla[4]